# المعهد القومي للتغذية (حيدر أباد)
لمعهد القومي للتغذية هو مركز هندي عام للصحة العامة وتقانة حيوية، والبحوث التحويلية، ويقع هذا المركز في حيدر أباد في الهند. وهو واحد من أقدم المراكز البحثية في الهند، وأكبر مركز، تحت إشراف المجلس الهندي للبحوث الطبية، يقع في محيط جامعة العثمانية. وقد ارفق المعهد أقسام أبحاث التغذية السريرية وطب الأطفال في مستشفيات مختلفة مثل مستشفى نيلوفر للنساء والأطفال، ومستشفى الحكومة للولادة، وكلية غاندي الطبية، والمستشفى العثمانية العام في حيدرأباد.
المركز الوطني لعلوم الحيوان المعمليةو مركز بحوث السموم الغذائية والأدوية، المكتب الوطني لرصد التغذية هم الجناحات الأخرى للمعهد القومي للتغذية صالح وزارة الصحة الهندية ورعاية الأسرة. وهو يستمد أيضًا التمويل من قسم التكنولوجيا الحيوية الهندي. يقوم المعهد بشكل رئيسي بإجراء أبحاث حول السمنةوالسكري وكيمياء الغذاء وعلم التغذية وعلم السموم والعقاقير ونقص المغذيات الدقيقة. بالتعاون مع عدة مراكز مثل جامعة روكفلر وكلية الطب جامعة كولورادو وجامعة واشنطن في سانت لويس ومدرسة جونز هوبكنز بلومبرغ للصحة العامة في الولايات المتحدةوجامعة ولونغونغ في أستراليا.